# Pietro Cataneo
Pietro Cataneo o Cattaneo (Siena, ca.1510 - ca.1574) fue un arquitecto, ingeniero militar y matemático italiano que estuvo activo en la Maremma grossetana. Es recordado en especial como teórico de la arquitectura por su tratado I quattro primi libri di architettura publicada en 1554  y posteriormente ampliado con otros cuatro libros en 1567.

## Biografía

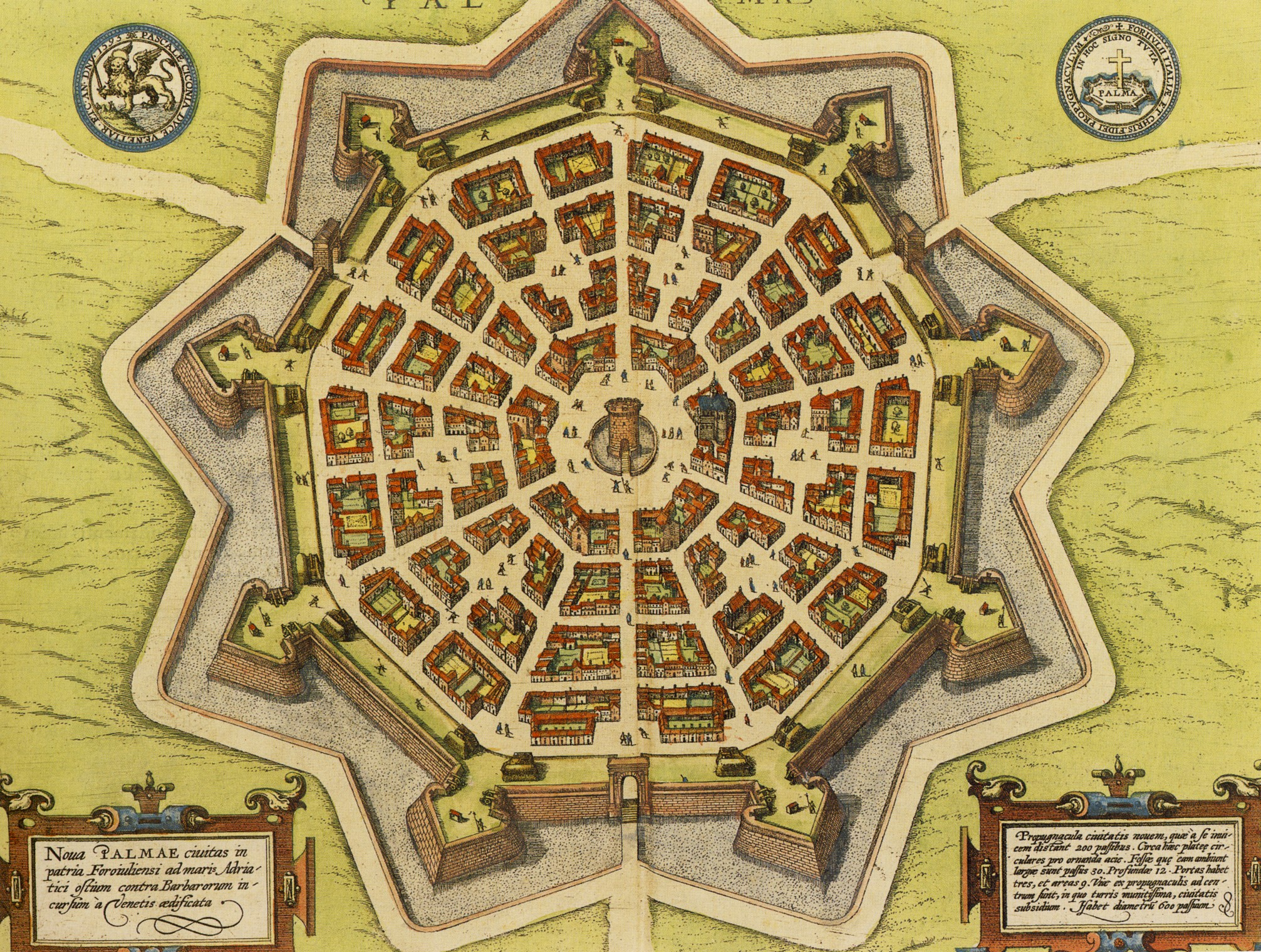
Mapa de Palmanova, en 1600, por Georg Braun y Frantz Hogenberg.
Un ejemplo de ciudad radiocentrica.

Hijo de Giacomo, fue alumno del arquitecto sienés Baldassare Peruzzi (1481-1536) y cuñado del pintor, escultor y grabador Domenico Beccafumi (1486-1551). Se sabe poco acerca de sus actividades, de sus primeros proyectos. Puede ser que haya acabado algunos pocos trabajos de Siena de Peruzzi. Sus dibujos muestran que estuvo en relación con dos de los más grandes arquitectos sieneses del siglo XVI, Anton Maria Lari, llamado Le Tozzo (ca. 1506-después de 1549), que sucedió a Peruzzi como arquitecto de la República antes de ser despedido de su puesto en 1544, y Bartolomeo Neroni llamado el Riccio (1505-1571/73) .
Trabajó para la República de Siena en el mantenimiento de las fortificaciones, comenzando en la de Maremma, hasta 1552.
En 1546, fue enviado como comisario del Gobierno en Orbetello para examinar las fortificaciones de Porto Ercole y las murallas de Orbetello. Trabajó en las fortificaciones de Orbetello, de Talamone, de Porto Ercole, de Montauto y de otros lugares. En 1552, reforzó las fortificaciones de Capalbio y luego las de Campagnatico.
Puede haber participado, en 1550, en la construcción del Oratorio de San José, en Siena, en colaboración con Bartolomeo Neroni. Participó en la realización del palacio Francesconi (actual palacio Coli Mocenni) como muestra una decisión tomada el 6 de noviembre de 1562.
Aun se encuentra en los archivos una mención más de Pietro Cataneo, fechada el 9 de noviembre de 1564, por la boda de su hija.

## Obras teóricas

Pratiche delle due prime matematiche (1567)

De la experiencia de esos años pasados en mejorar las fortificaciones de las ciudades, va a extraer su tratado, como él recuerda, citando Ortebello « qui se trouve aujourd'hui occupée par les Espagnols.» [que se encuentra hoy ocupada por los españoles].
En 1554 publicó su tratado I quattro primi libri di architettura [Los cuatro primeros libros de arquitectura] publicada en Vinegia en la casa de los hijos de Aldo. Tratan del diseño de ciudades fortificadas, de los materiales, de la arquitectura eclesiástica y de la arquitectura doméstica.
En 1567 se publicó en Venecia, en la editorial P. Manuce, una versión ampliada de su tratado de arquitectura. Las adiciones son importantes en los primeros cuatro libros y añadió cuatro libros más. El tono de los primeros cuatro libros es académico. Sin embargo, en los otros libros, que se dedican sucesivamente a los órdenes de la arquitectura, al agua y los baños, a la geometría y a la perspectiva, el enfoque es más práctico, pero no hay ninguna síntesis entre los dos enfoques, lo que sugiere que la segunda edición sería el resultado del clima intelectual de la segunda mitad del siglo XVI y resultado de las conferencias sobre arquitectura, y en lo tocante a la geometría y las matemáticas que habían llevado a Pietro Cataeno a publicar Le pratiche delle due prime matematiche [La práctica de las primeras matemáticas], en 1546.
Es sobre todo recordado por su tratado de arquitectura, que fue uno de los más difundidos a lo largo del siglo XVII y más adelante. Se distingue por la atención que se presta a la forma urbana, siguiendo los pasos de Filarete y del otro gran arquitecto de Siena, Francesco di Giorgio Martini. Tratando de la arquitectura militar y de la forma a dar a las fortificaciones, el Tratado de Catani, en primer lugar, contiene una amplia gama de posibilidades para las ciudades fortificadas con plantas poligonales en las que los bastiones les dan la forma en estrella tracé à l'italienne. La combinación de estos esquemas radiocentricos con las manzanas urbanas casi siempre de tipo ortogonal, ofreció un repertorio de soluciones para aquellos que se han visto enfrentados con el problema de diseñar las plantas de nuevos asentamientos como en Palmanova, o en Sicilia (Avola, Grammichele) y aún más.

### Influencias
Su trabajo en el diseño de ciudades fue influyente, habiendo sido citado por Andrea Palladio y elaborado por Scamozzi y Vasari. Su planta para una "ciudad ideal" se dice que ha influido en la propuesta de Richard Newcourt para la reconstrucción de Londres después del Gran Incendio, así como el diseño de ciudades como Filadelfia y Savannah. La planta también guarda un fuerte parecido con el Distrito financiero de Adelaide.

Plantas de fortificaciones
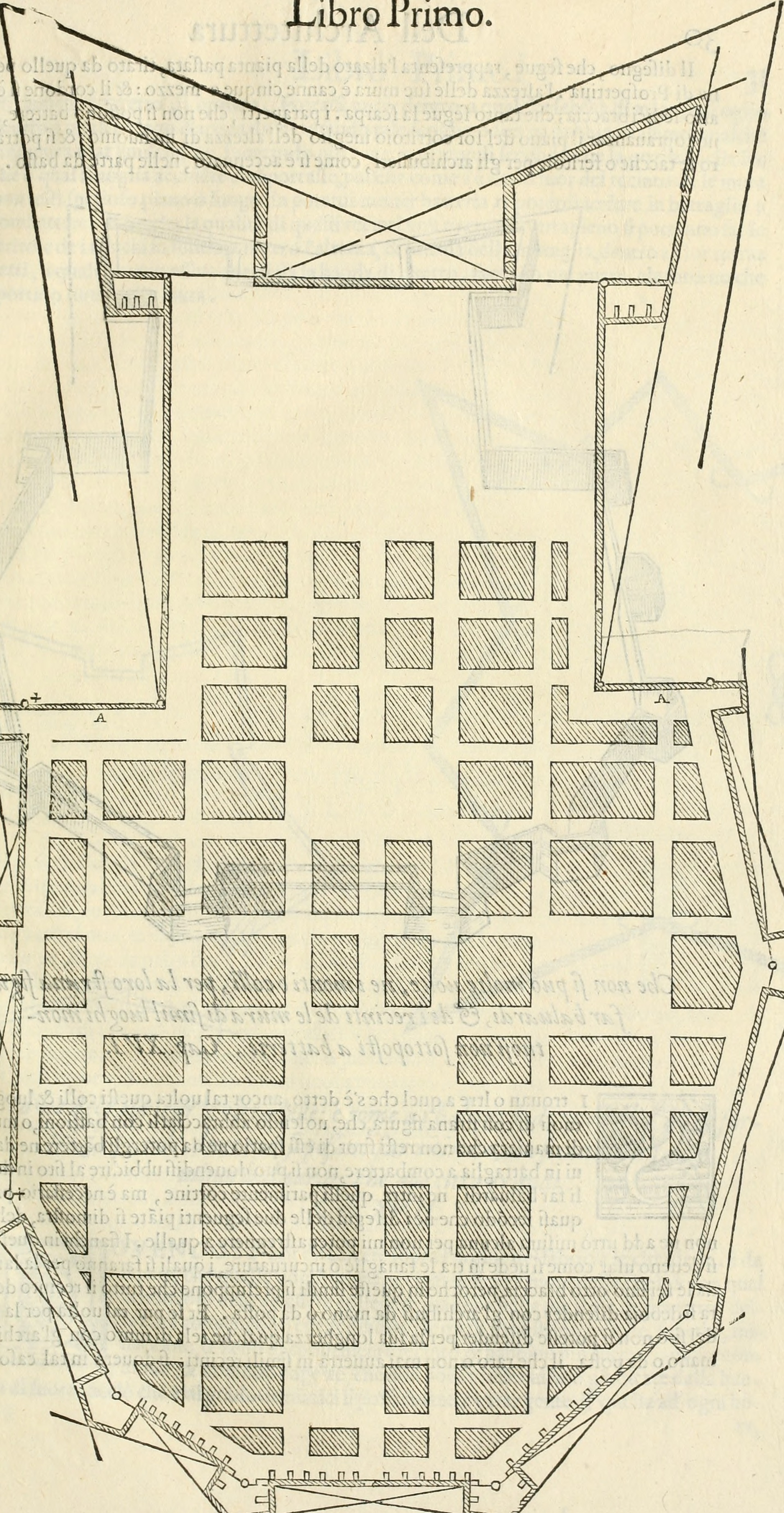
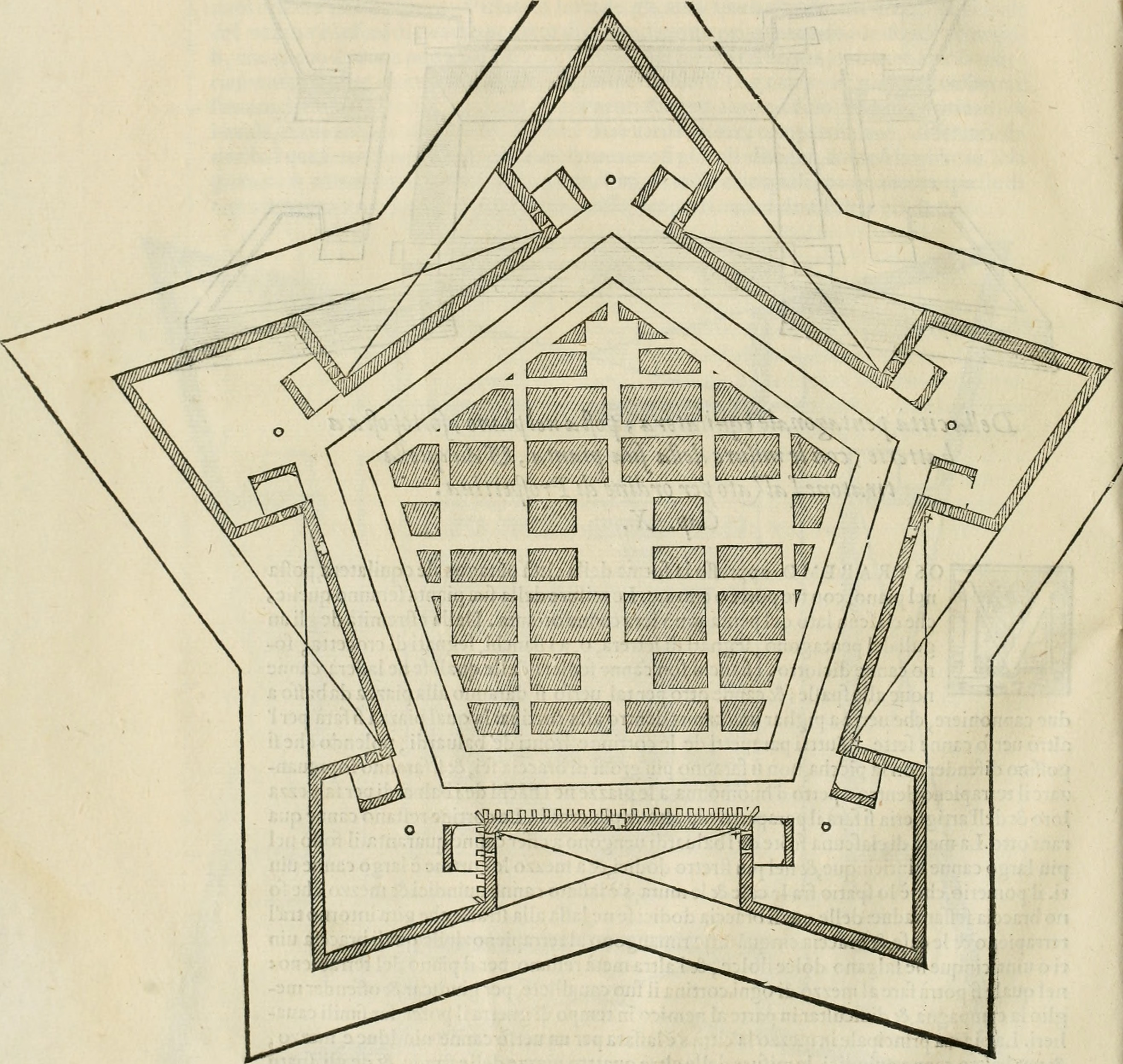
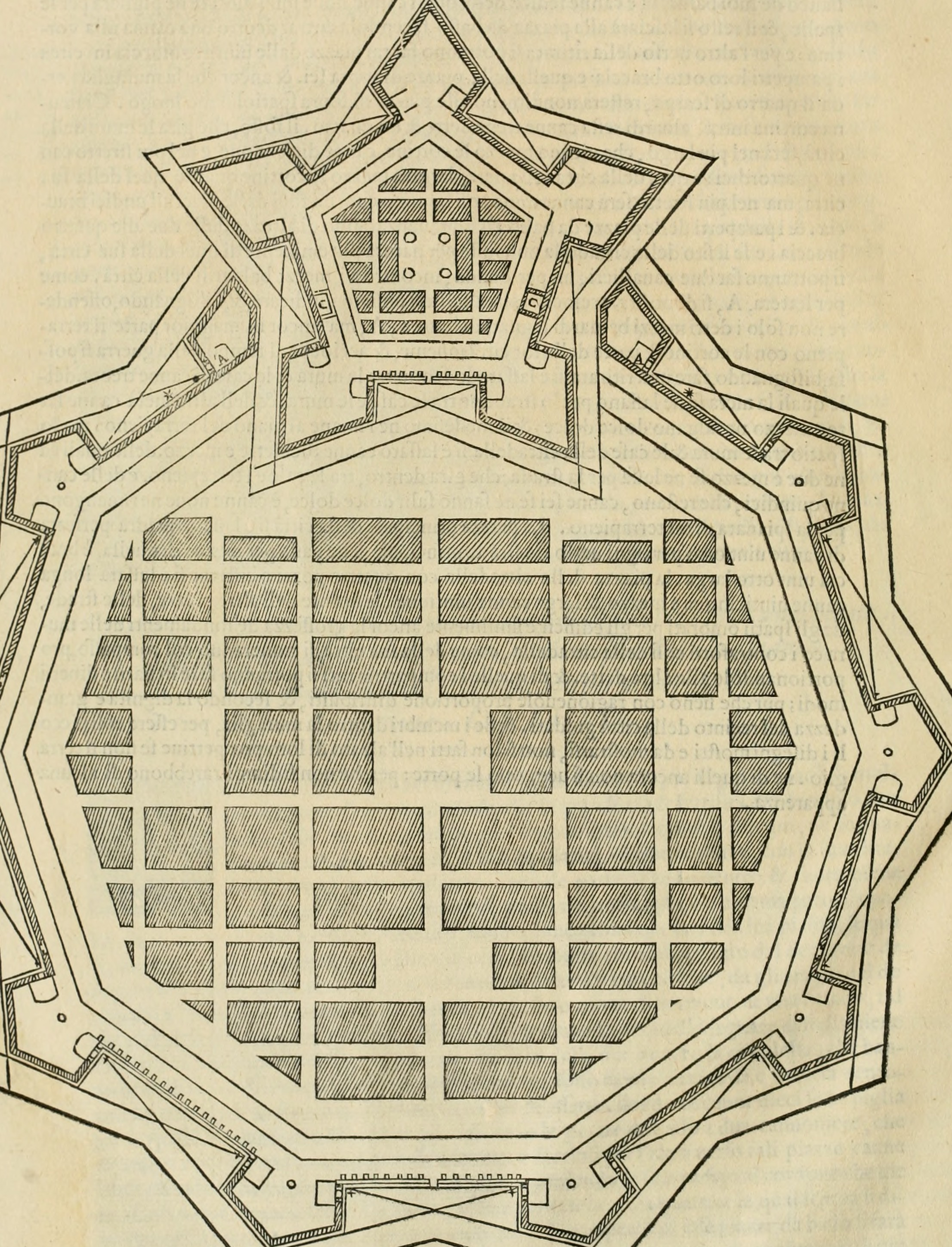
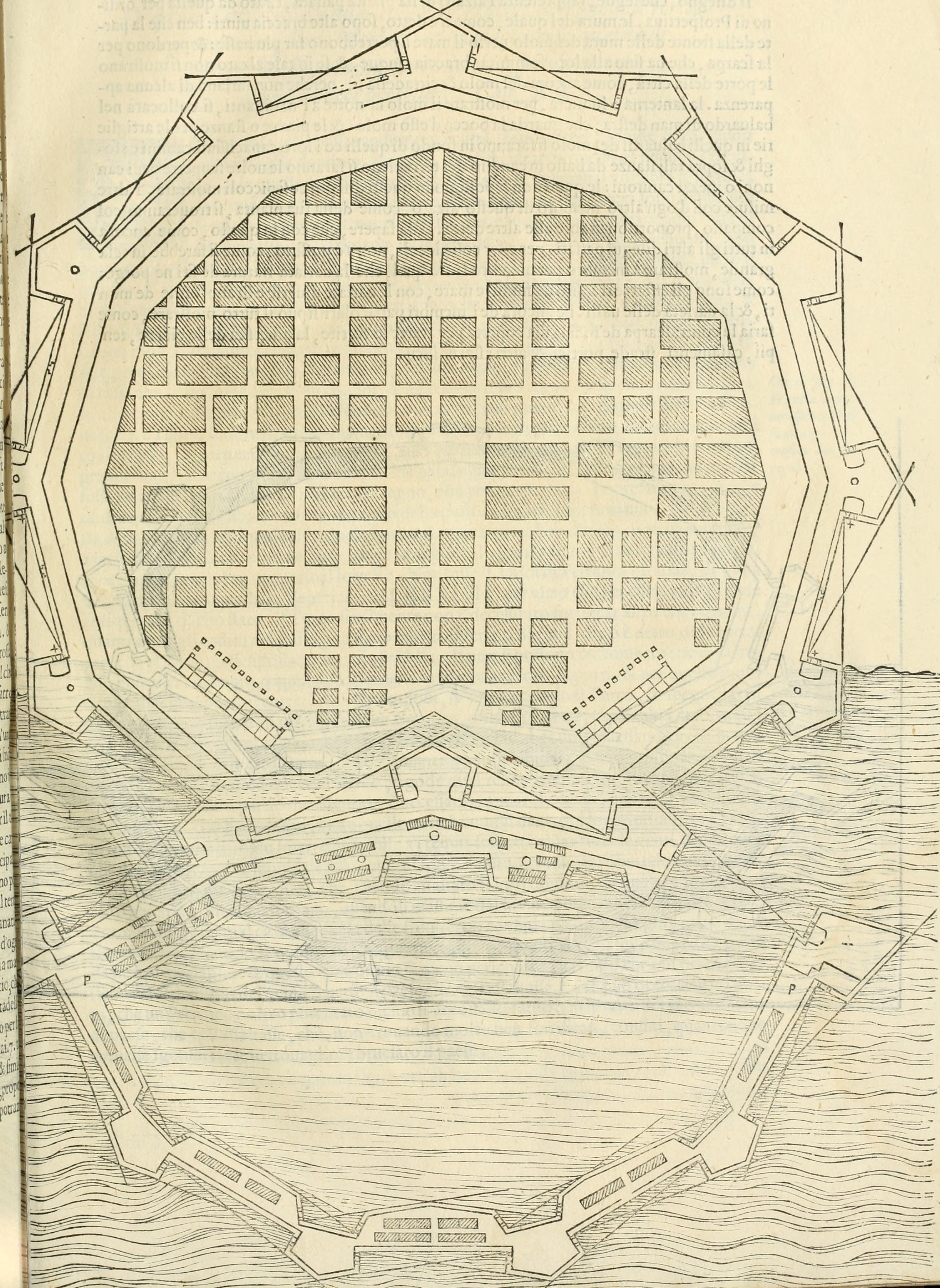
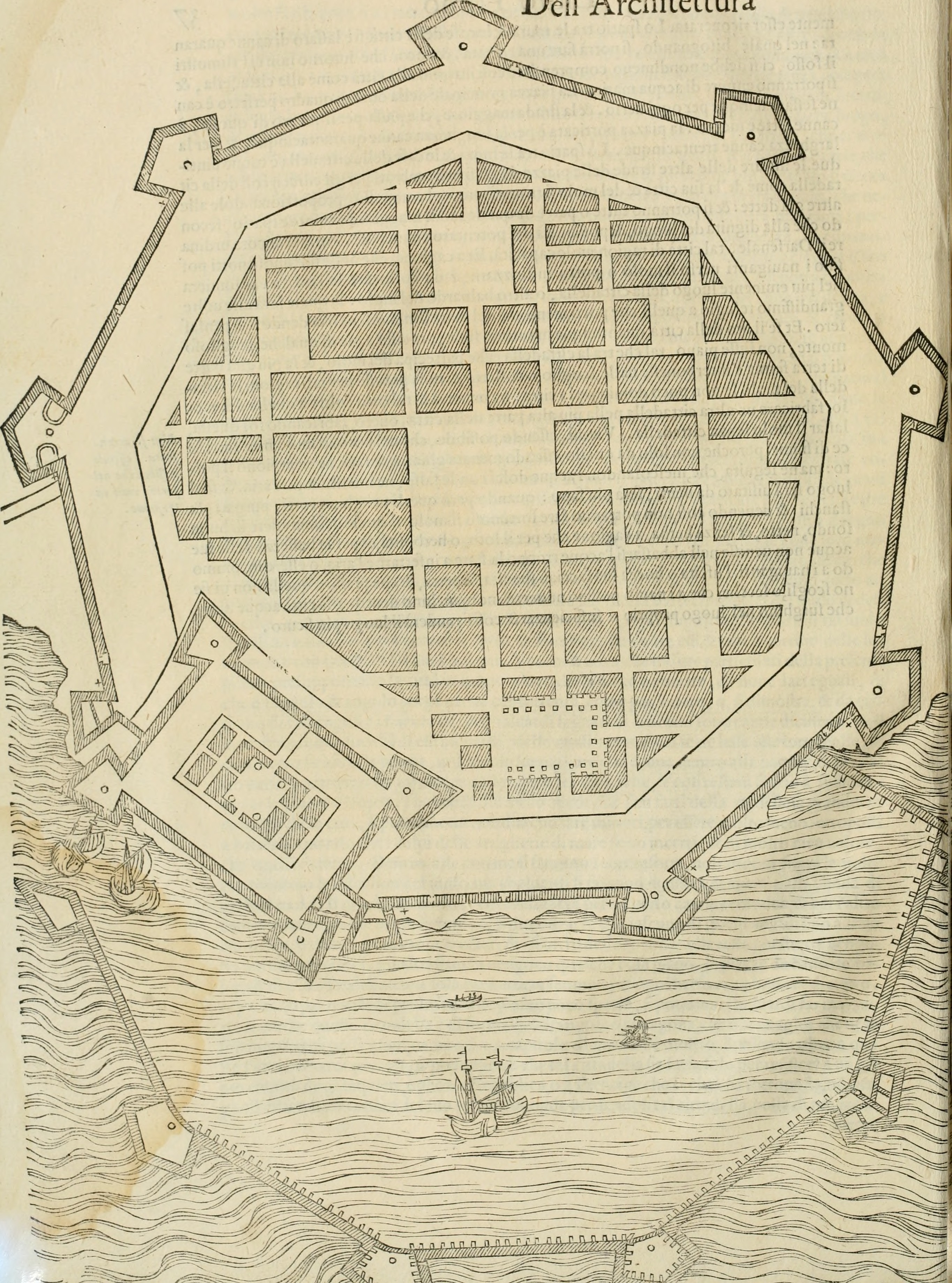
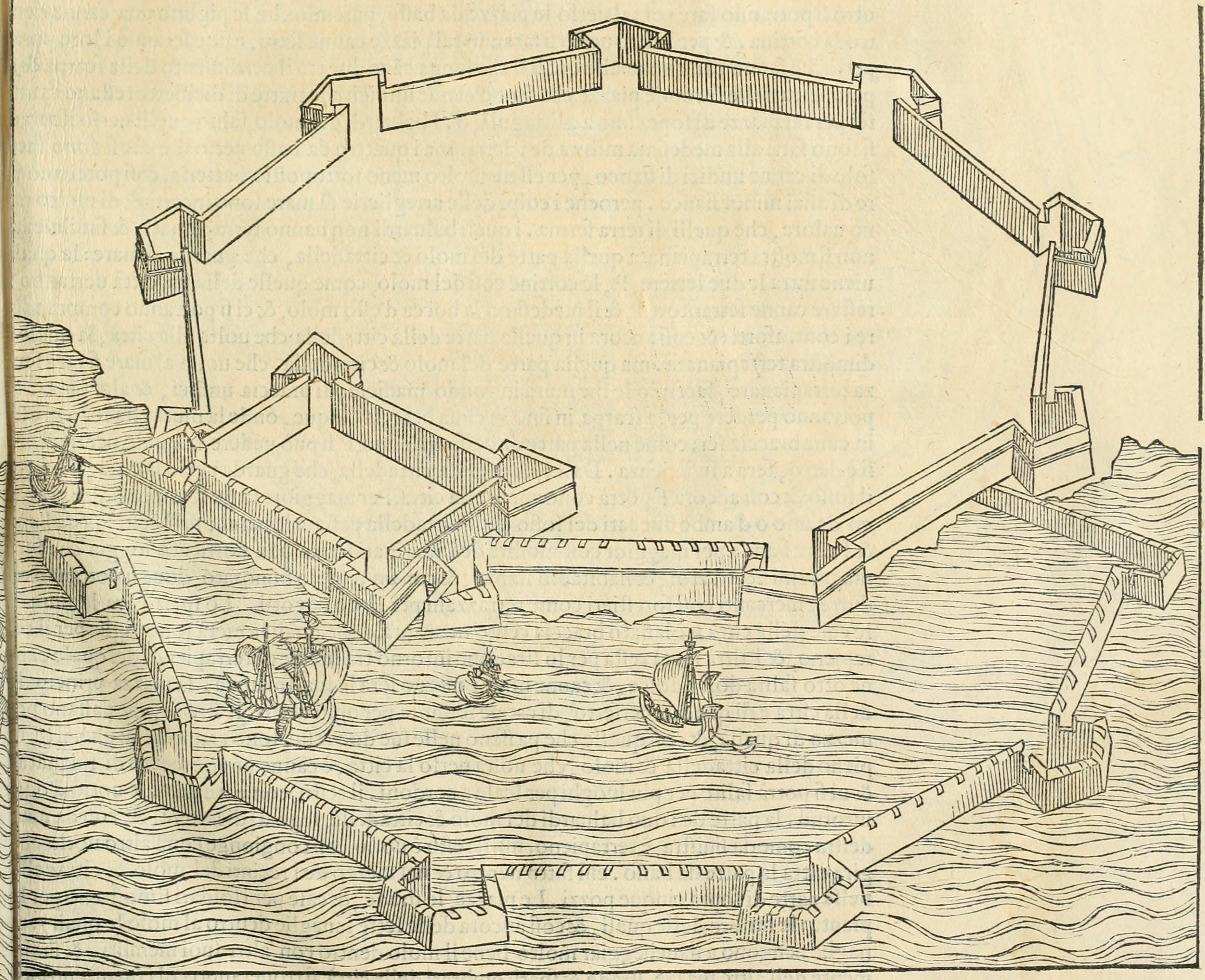

Otras plantas
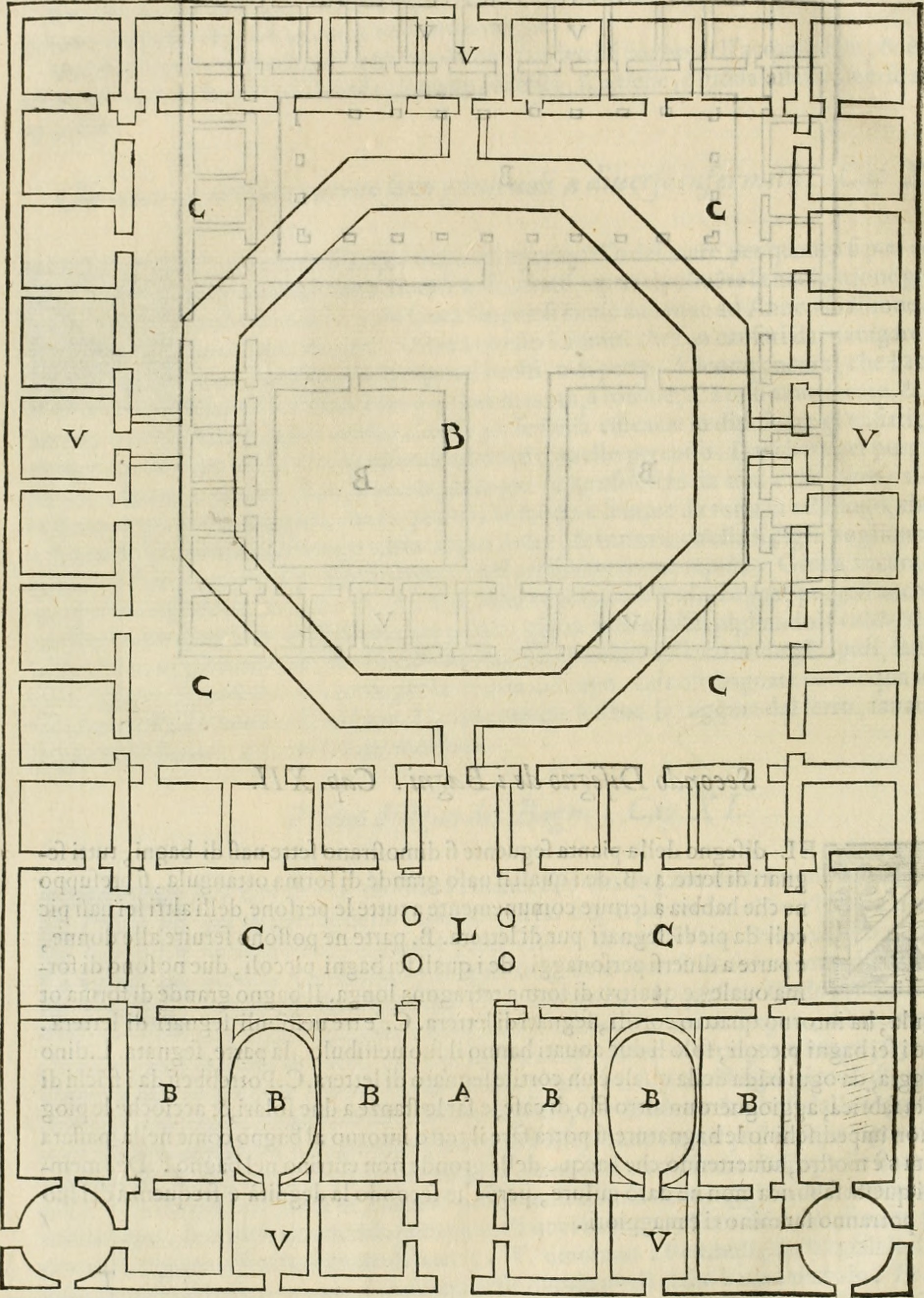
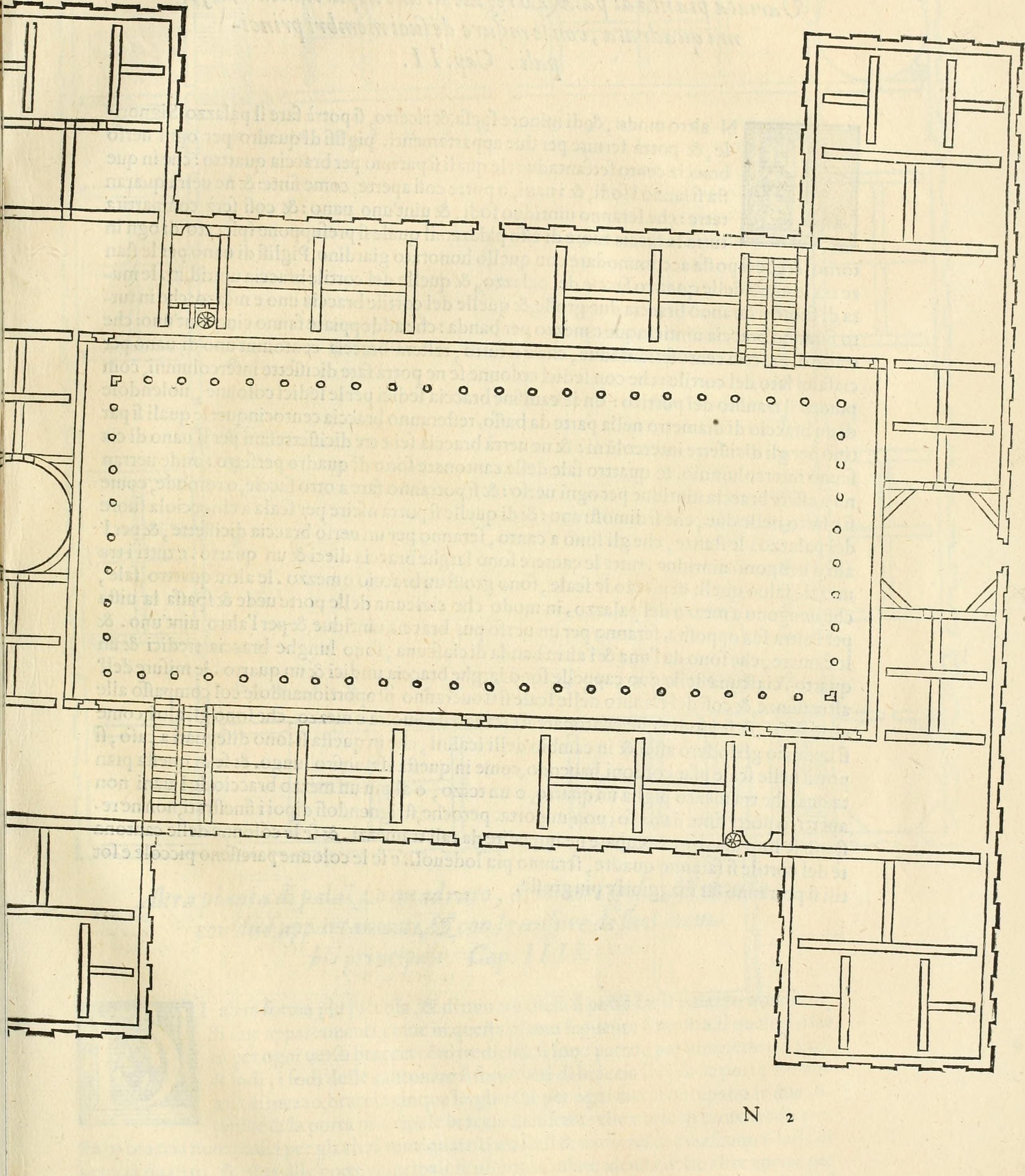
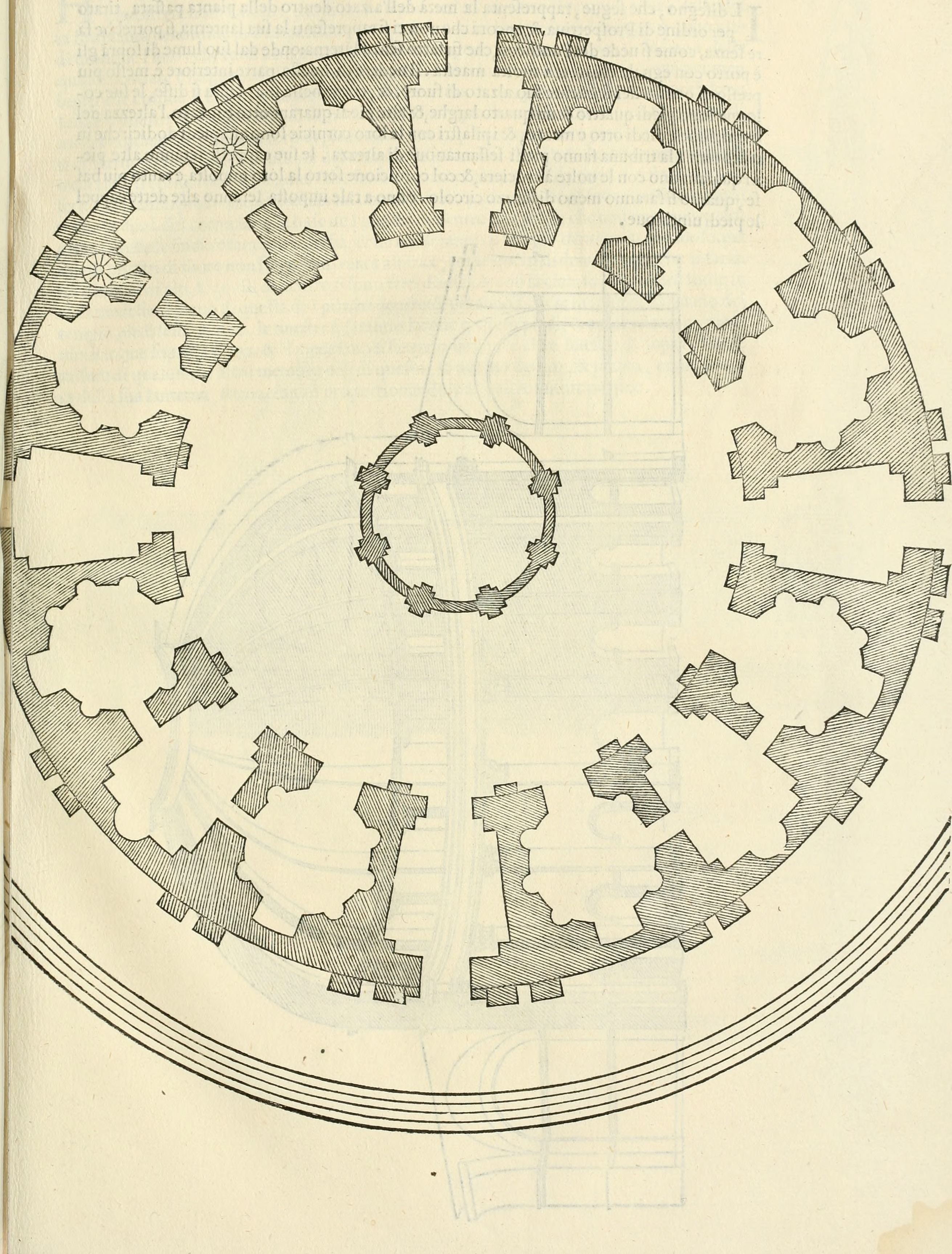
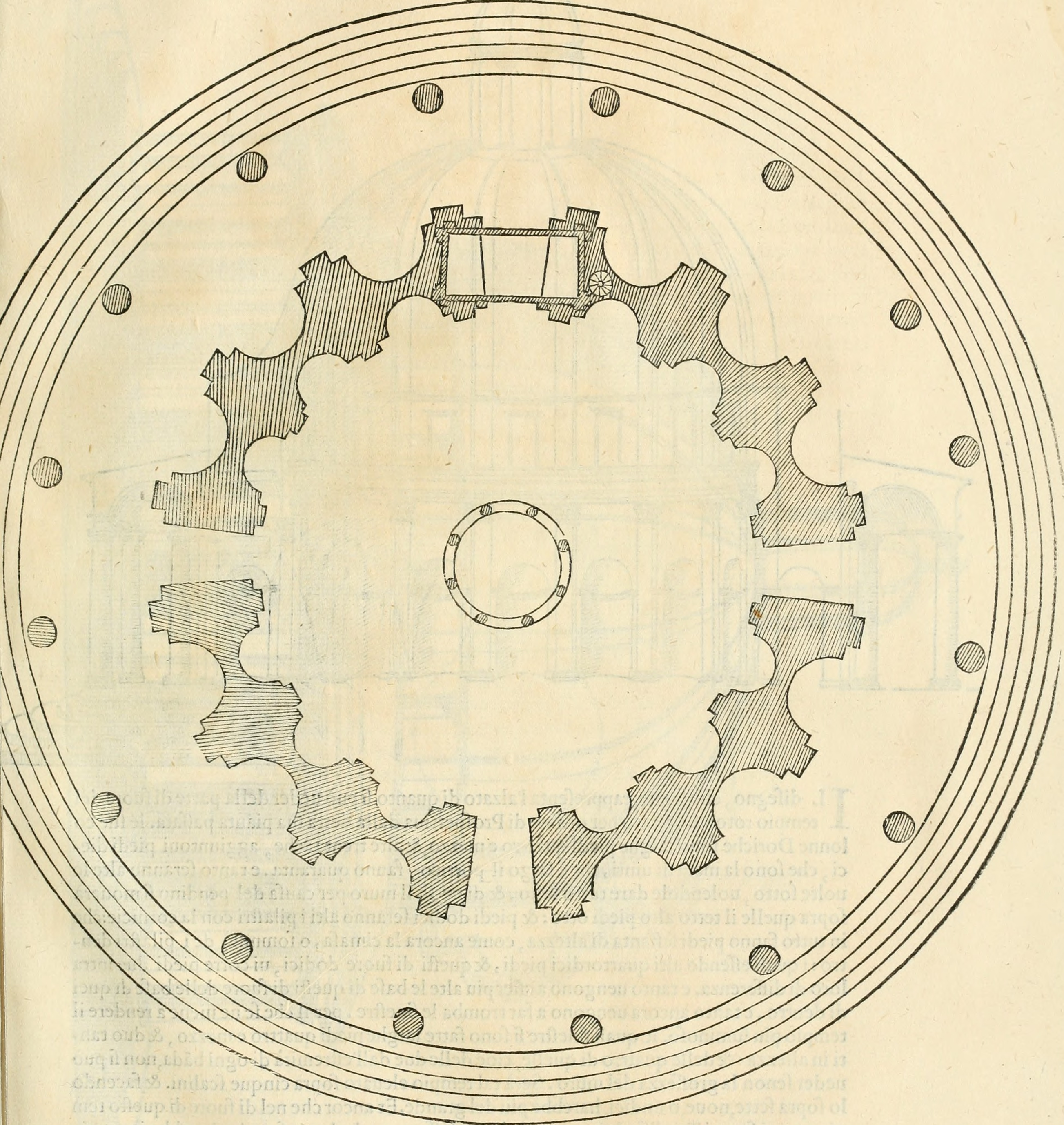
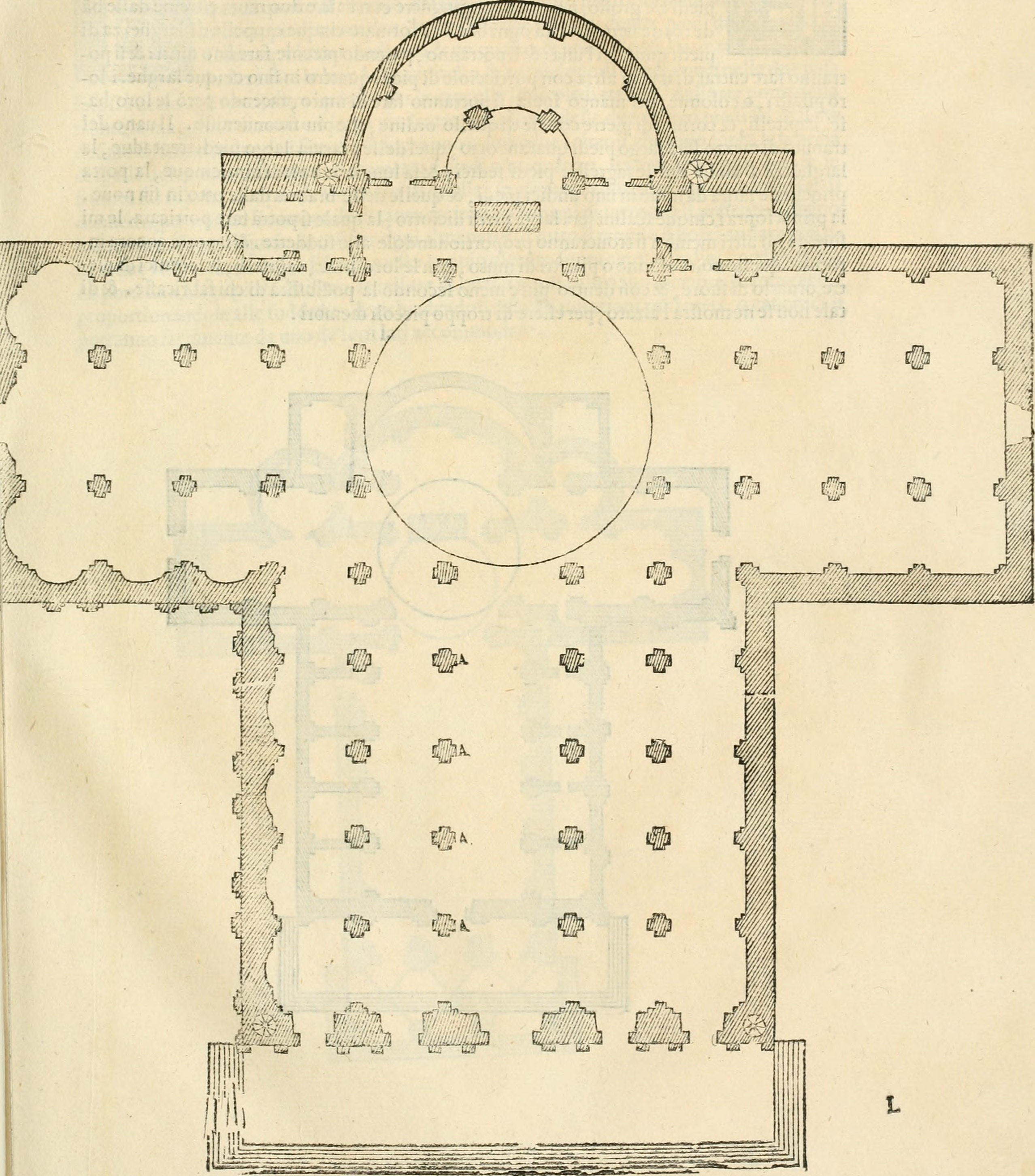

Alzados y secciones
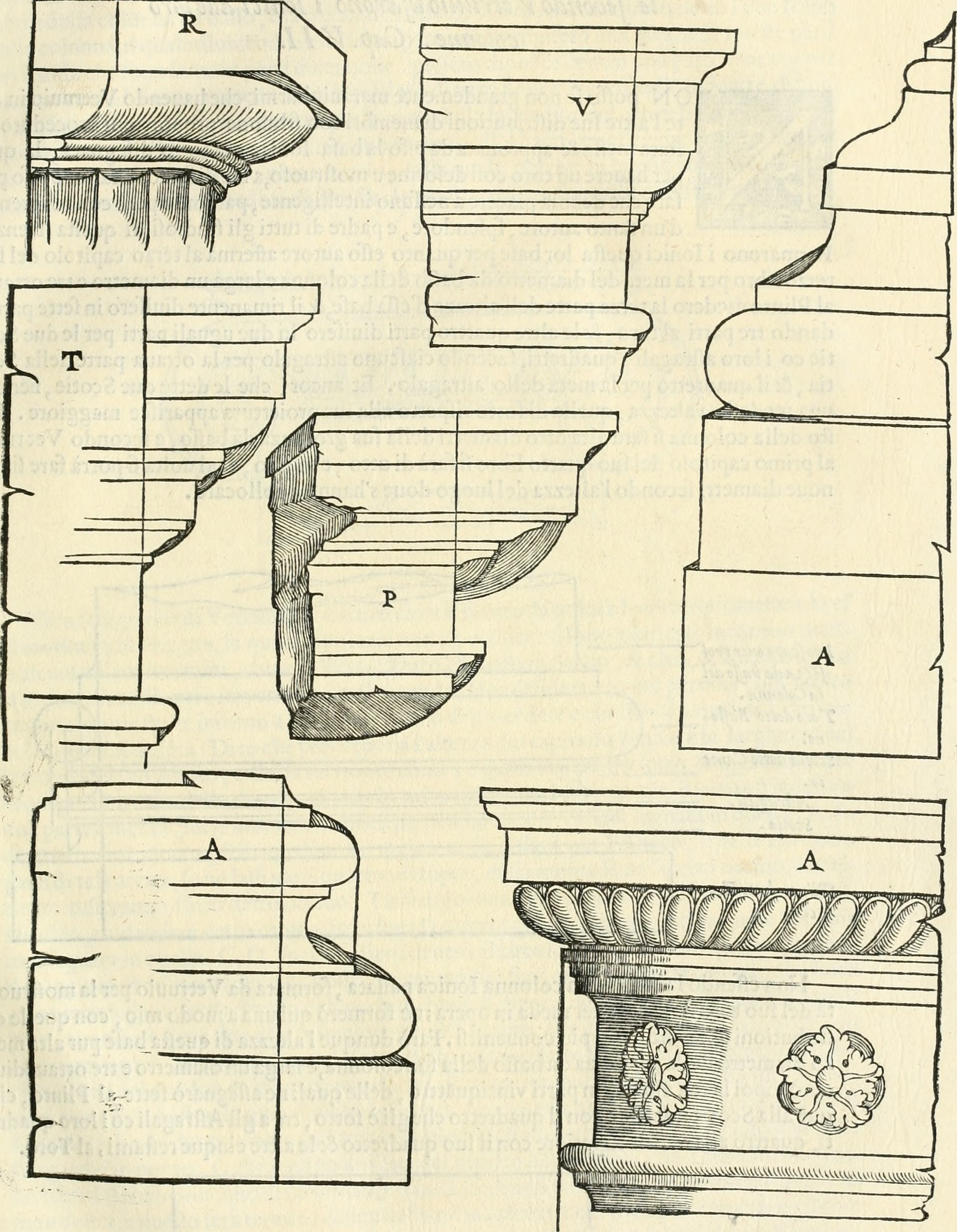
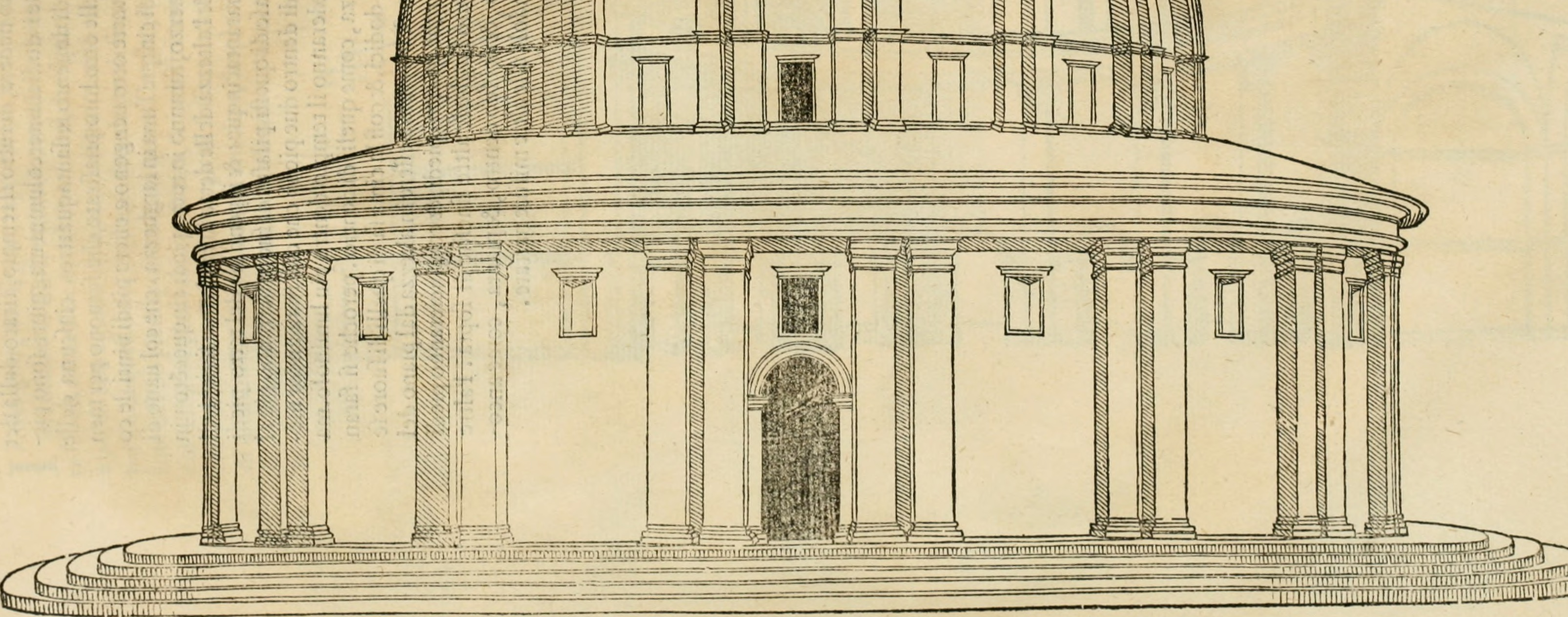
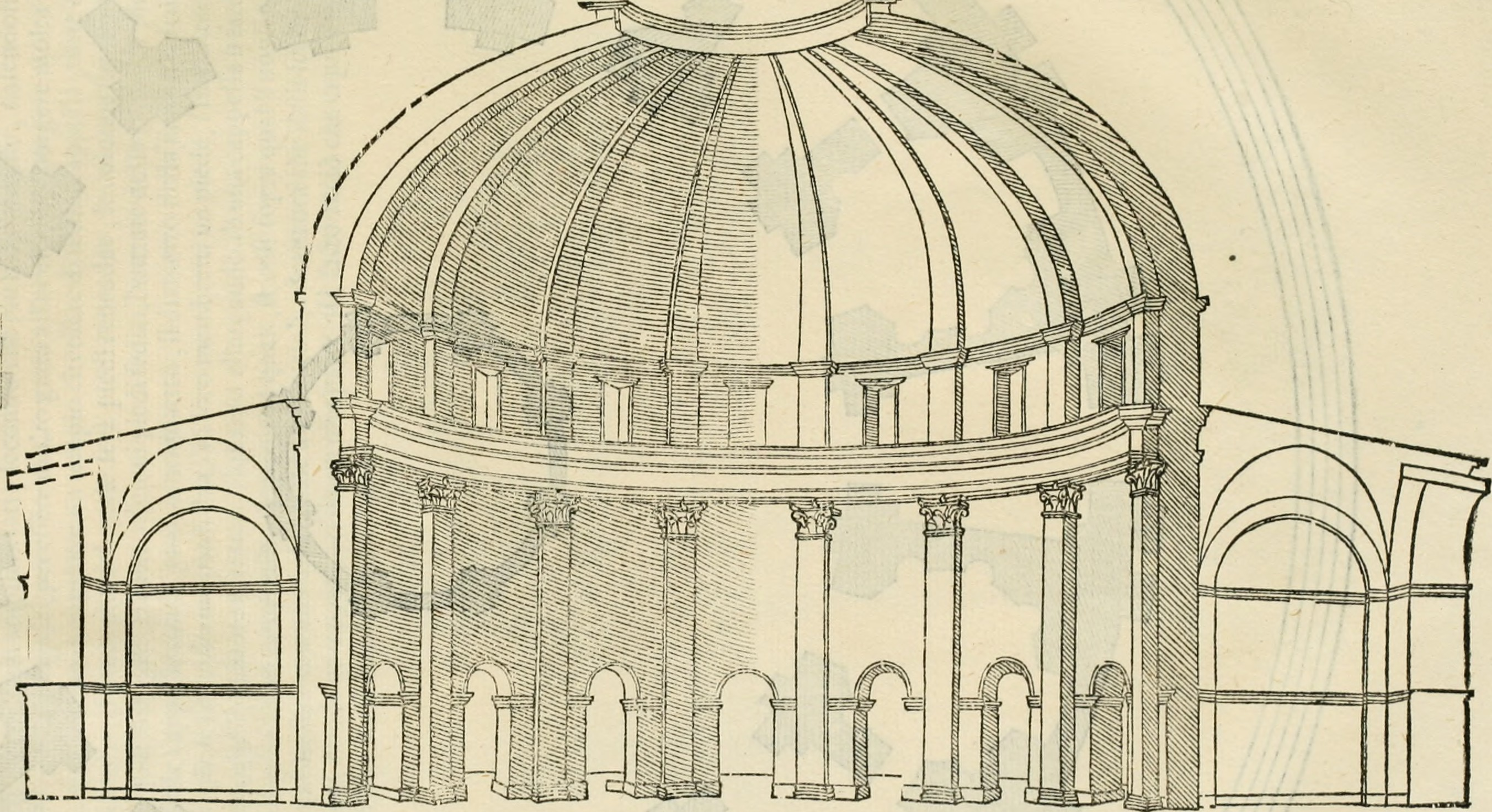
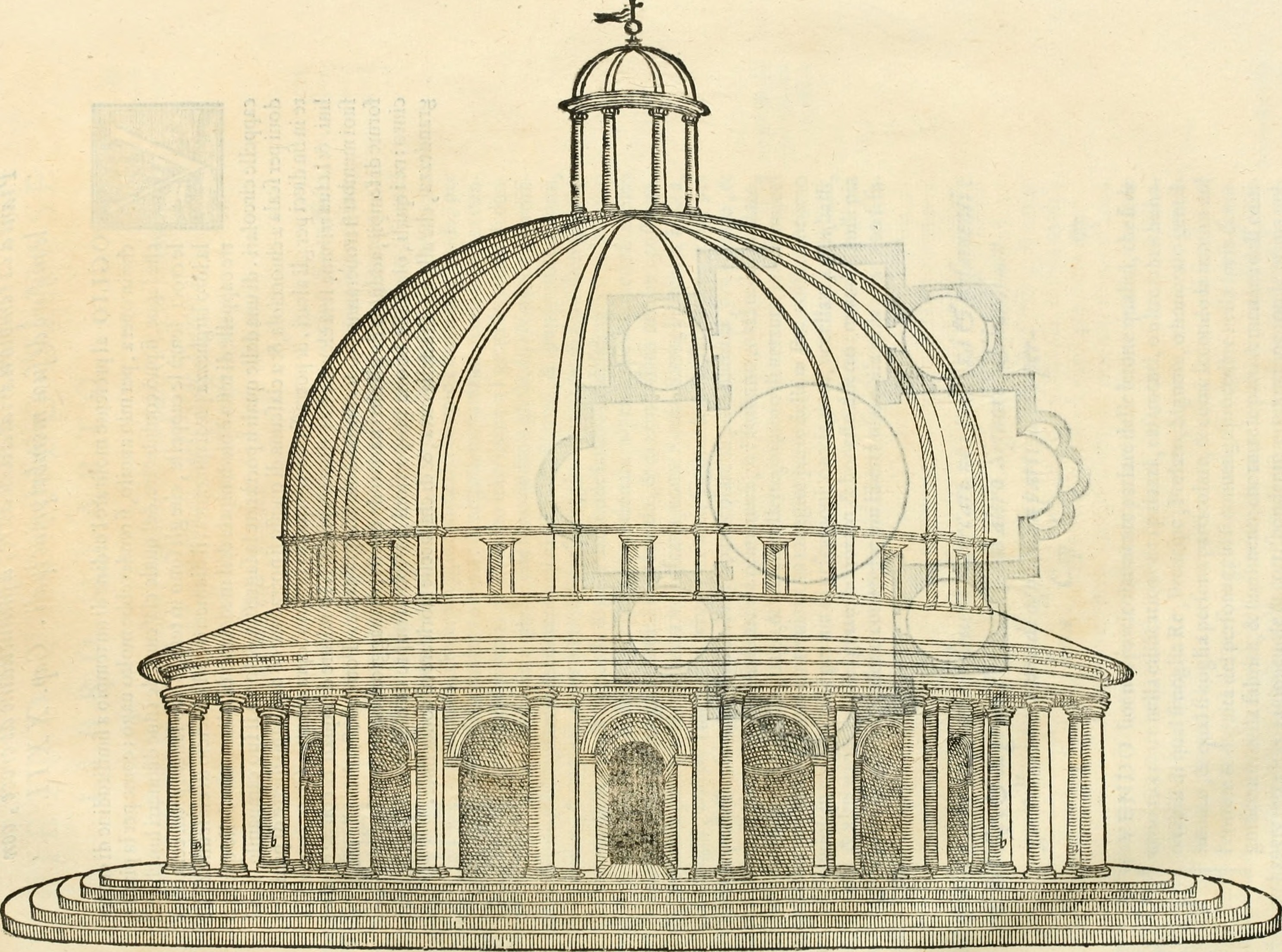

## Publicaciones
- I primi quattro libri d'architettura, 1554 Archive.org : Leer en línea
- L'archittetura di Pietro Cataneo senese, 1567 Archive.org : Leer en línea
- Le Pratiche delle due prime mathematiche di Pietro de Catani da Siena : libro d'albaco e geometia, in Venetia, 1546 Texto